# 랠프 루이스

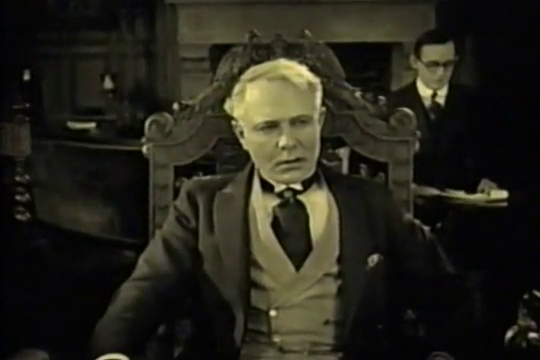

랠프 루이스(Ralph Lewis, 1872년 10월 8일 ~ 1937년 12월 4일)는 미국의 배우, 영화배우이다.
로스앤젤레스에서 사망하였다. 사인은 교통사고이다.

## 영화
- 미국의 광기 (1932년)
- 나르는 어뢰 (1916년)
- 국가의 탄생 (1915년)